# الثورة الكردية عام 1967 في إيران
اندلعت الثورة الكردية عام 1967 في إيران في مارس 1967، كجزء من تمرد ماركسي وذلك بهدف إقامة استقلال ذاتي للأكراد في إيران مُشكّل مثل جمهورية فدرالية. وقد بدأت هذه الثورة، التي تدعم العديد من الثورات القبلية التي كانت قد بدأت في عام 1966، بالحرب العراقية الكردية الأولى في العراق المجاورة، وحظيت بتأييد من الحزب الديمقراطي الكردي الإيراني المتعافي الذي قد سحق سابقًا أثناء الأزمة الإيرانية عام 1946. وقد قمعت هذه الثورة تمامًا، والتي كانت منسقة كحملة شبه تنظيمية في منطقة مهاباد وأوروميا بواسطة الحزب الديمقراطي الكردستاني الإيراني الجديد، بواسطة الحكومة المركزية بمساعدة الحزب الديمقراطي الكردستاني العراقي.

## الخلفية
قبل عام 1941، عندما أطيح برضا شاه من قبل البريطانيين المحتلين، حققت حكومته بعض النجاح في تهدئة القبائل الكردية. في عام 1943، تم إنشاء حزب كردي مهم في إيران - لجنة الشباب الكردي (Komala-i-Zhian-i-Kurd)، وفي عام 1945 تحولت الحركة إلى الحزب الديمقراطي الكردستاني الإيراني (KDPI). وكان كلا الطرفين [بحاجة لمصدر] يشكل تحديًا خطيرًا للحكومة الإيرانية المركزية بعد الحرب العالمية الثانية.
وقد تصاعد الصراع الانفصالي في عام 1945، بدعم الاتحاد السوفيتي للأكراد، وأدى في النهاية إلى الأزمة الإيرانية في 1946، والتي تضمنت محاولة من الحزب الديمقراطي الكردستاني الإيراني لتأسيس جمهورية مهاباد المستقلة في كردستان الإيرانية. وفشلت المحاولة بانتصار القوات الإيرانية العسكرية وألغيت الجمهورية. وقد توفي أثناء الأزمة حوالي 1000 شخص.
وفي أعقاب انهيار مهاباد، «توقف الحزب الديمقراطي الكردستاني الإيراني عن الظهور فعليًا»، باستثناء بضعة ممن كانوا بالمنفى في العراق. واختفى أنصار الحزب من الحضر في غموض، وعلى مدى السنوات الخمس عشرة التالية، لم يوجد نشاط سياسي كردي تقريبًا. وقد جعل غياب قوة محلية كردية مسلحة في إيران، وعدم التواجد الفعلي لعدد كبير من سكان المناطق الحضرية، الذين كانوا على استعداد للتحرك ضد الحكومة المركزية، الأكراد الإيرانيين في انتظار صدمة خارجية لإتاحة الفرصة، بقدر الحرب العالمية الثانية.

## إحياء الحزب الديمقراطي الكردستاني الإيراني والثورة الكردية عام 1967
جاءت الصدمة للحركة الوطنية الكردية الإيرانية مع اندلاع الحرب العراقية الكردية الأولى في العراق المجاور في عام 1961. وعندما انهار الوفاق الذي دام من عام 1958 حتى عام 1961 في العراق، ساند الحزب الديمقراطي الكردستاني الإيراني أكراد العراق؛ وفي هذه العملية، تحولت القيادة والتوجه الاجتماعي التالي لكلا الطرفين الديمقراطي الكردستاني في العراق وفي إيران إلى محافظة. وفي مواجهة الحكومة العراقية الموحدة حديثًا بحلول عام 1965، تحول الملا مصطفى ضد حلفائه العسكريين السابقين ومؤيدي الحزب الديمقراطي الكردستاني الإيراني ووصل إلى اتفاق مع الشاه، الذي دعا فيه إلى «قمع» أنشطة الحزب الديمقراطي الكردستاني الإيراني ضد الحكومة الإيرانية. واستمر الملا «في إضعاف الصراع الذي في إيران عن الذي في العراق» و«[التحذير] أنه لن تتم مسامحة مسلحي الحزب الديمقراطي الكردستاني الإيراني في كردستان العراقية».
وكانت نتيجة هذا الإطاحة بالقيادة المحافظة للحزب الديمقراطي الكردستاني الإيراني وتولى زعماء حزب توده الإيراني الشيوعي الجديد، أو السابق غالبًا، قيادة الحزب. وقد شكلوا لجنة ثورية وأعلنوا دعمهم لانتفاضات الفلاحين المتفرقة ضد الشرطة الوطنية بين مهاباد وأوروميا. وبسبب الافتقار إلى قاعدة اجتماعية كبيرة، فقد تم القضاء على هذه القيادة الجديدة بسرعة. وفي غضون أشهر، قتل 8 إلى 11 شخصًا من أعضاء اللجنة الثورية على يد القوات الإيرانية، واستمرت الحركة أقل من 18 شهرًا. وقتل أكثر من 40 شخصًا من أعضاء الحزب الديمقراطي الكردستاني الإيراني وسلمت جثثهم بواسطة رجال الملا مصطفى إلى السلطات الإيرانية.

## النتائج المترتبة
أعادت عناصر الحزب الديمقراطي الكردستاني الإيراني المتبقية بعد الهزيمة، مع شعورها بمرارة شديدة ضد «خيانة» الملا مصطفى. ومن مارس 1970، بدأت «لجنة مركزية مؤقتة» جديدة في إعداد برنامج جديد للحزب، وتم التصديق عليه في المؤتمر الثالث للحزب في بغداد في يونيو 1971. وخلال المؤتمر الثالث تم انتخاب أمين عام جديد للحزب؛ وهو عبد الرحمن قاسملو. وتحت قيادته، اعتمد المؤتمر الثالث عام 1973 الشعار «الديمقراطية لإيران، والاستقلال الذاتي لكردستان»، مع التعهد بالنضال المسلح. وعلى مدى السنوات التالية، وجد الحزب الديمقراطي الكردستاني الإيراني نفسه متوافقًا مع غيره من المعارضين للنظام، متعاونًا مع بعض من الماركسية وكذلك الأحزاب الإسلامية.
وتغيرت اللعبة مع الثورة الإيراينة الإسلامية عام 1979، والتي عجزت عن توفير المطالب الكردية بالاستقلال الذاتي، ولكن على العكس من ذلك واجهت هؤلاء بقسوة أشد من نظام الملك السابق. وتصاعد الصراع بين النظام الإيراني الجديد والحزب الديمقراطي الكردستاني الإيراني وحلفائه تدريجيًا، حتى وصل إلى نقطة اللاعودة في مارس 1979.
كان التمرد الكردي في إيران 1979 تمردًا بقيادة الحزب الديمقراطي الكردستاني الإيراني وحلفائه في كردستان الإيرانية، والذي أصبح التمرد الأكثر عنفًا ضد النظام الإيراني الجديد في أعقاب الثورة الإيراينة الإسلامية عام 1979. وانتهى التمرد في ديسمبر 1982، مع مقتل 10000 شخص وتشريد 200000 آخرين.
وبالرغم من الهزيمة، لجأ الحزب الديمقراطي الكردستاني الإيراني للأسلحة مرة أخرى، كتمرد وقع من الحزب الديمقراطي الكردستاني الإيراني في كردستان الإيرانية، بدأ باغتيال زعيمها في المنفى في يوليو 1989. وانتهى التمرد في عام 1996، حيث أعلن الحزب الديمقراطي الكردستاني الإيراني وقف إطلاق النار من جانب واحد. ومنذ الانتخابات الإيرانية في 1997، خففت حكومة أكثر اعتدالاً للجمهورية الإسلامية من حملات القمع ضد الحزب الديمقراطي الكردستاني الإيراني كذلك. واحتفظ الحزب الديمقراطي الكردستاني الإيراني بنشاط سياسي منخفض المستوى في المنفى خلال أواخر التسعينيات وأوائل عقد الألفية، ووقع اتفاقية تعاون مع كومالا في عام 2012.